# Aerolínea de Antioquia
ADA S.A., также Aerolínea de Antioquia (ADA) — бывшая региональная авиакомпания в Колумбии, базировавшаяся в аэропорту Медельина.
Основана в 1987 году, прекратила деятельность в 2019.

## Флот
Aerolínea de Antioquia имеет следующие самолёты (по состоянию на 20 декабря 2011 года):
- 8 BAe Jetstream 32
- 4 Fairchild Dornier Do-328-100